# Katarina av Österrike (1533–1572)
Katarina av Österrike, född 15 september 1533, död 28 februari 1572, var en drottning av Polen som gift med kung Sigismund II August av Polen. Hon var innan dess en kort tid hertiginna av Mantua som gift med Francesco III Gonzaga. Äktenskapet var olyckligt och barnlöst och orsakade en tronföljdskris i Polen. 

## Biografi

### Tidigt liv
Hon var det sjunde barnet och fjärde dottern till Ferdinand I (tysk-romersk kejsare) och Anna av Böhmen och Ungern. Hon tillbringade större delen av sin barndom på slottet Hofburg i Innsbruck, och fick en utbildning baserad på religion och disciplin, och kunde tala latin och italienska. 
Den 17 mars 1543 slöts ett äktenskapsavtal mellan Katarina och Francesco III Gonzaga. Bröllopet ägde rum den 22 oktober 1549. Paret fick inga barn. Hon blev änka 1550. Hon återvände som sjuttonårig änka till Innsbruck i Österrike för att stå till tjänst för ett nytt politiskt äktenskap. Hennes familj hävdade att hennes första äktenskap inte hade fullbordats, för att öka hennes status på äktenskapsmarknaden. 

### Drottning av Polen
Hon mottog i början av 1553 ett förslag om äktenskap med sin kusin, kung Sigismund II av Polen. Efter sin älskade andra hustru Barbaras död i maj 1551, hade kungen beslutat att gifta om sig för att avla den önskade manliga tronarvtagaren. Från Österrikes sida var äktenskapet tänkt att bilda en stark pro-habsburgsk fraktion i det polska kungliga hovet. Dessutom ville kejsaren på detta sätt förhindra att Sigismund II gav stöd för sin syster Izabela Jagiellonka och hennes son Jan Zygmunt Zapolyai i kampen med Österrike om den ungerska tronen. Varken Katarina eller Sigismund var entusiastiska inför giftermålet. Sigismunds första hustru hade varit Katarinas syster Elisabeth, och Katarina anklagade Sigismund för att ha orsakat hennes systers död. Sigismund å sin sida var rädd för att Katarina skulle visa sig lika oattraktiv och sjuklig som Elisabeth. Till slut beslutade sig Sigismund för äktenskapet för att förhindra Österrike att sluta en antipolsk allians med Ryssland. 
De blivande makarna fick en påvlig dispens den 20 maj 1553 att gifta sig, eftersom de var första kusiner. Den 23 juni 1553 slöts ett äktenskapsavtal mellan representanterna för båda parter, och samma dag firades en vigsel per procura, innan Katarina avreste till Polen, där det verkliga bröllopet firades mellan 1 och 30 juli. Bröllopsceremonierna varade i 10 dagar. 
Katarina talade flytande italienska och det var på detta språk som hon kommunicerade med sin svärmor och svägerskor. Medveten om sin position som Österrikes representant i Polen försökte hon få politiskt inflytande vid det polska kungliga hovet, vilket inte föll sig i smaken för Sigismund II Augustus. Icke desto mindre försökte kungen till en början behandla henne väl, för att få en arvinge och för att undvika kritik. I april 1554 blev Katarina gravid. Man vet inte exakt om det rörde sig om en inbillad graviditet, ett missfall eller en hovintrig, men ingen förlossning inträffade i oktober. Hon närvarade vid generalförsamlingen våren 1555, och under prinsessan Sophia Jagiellons bröllop med hertigen av Brunswick-Lüneburg, Henrik V Welf, i januari 1556. I enlighet med vad som var normalt i politiska äktenskap agerade hon mellanhand mellan sin man och sin far. Hon korresponderade regelbundet med Albrecht Hohenzollern, hertig av Preussen. Polen var under denna tid delat mellan katoliker och protestanter, men Katarina beskrivs som sympatiskt inställd till protestantismen. Hennes hemgift betalades ut vid årsskiftet 1555/1556. Därefter fick Katarina den 19 januari 1556 städerna Wiślica, Żarnów, Radom, Nowy Korczyn, Kozienice, Chęciny och Radoszyce som förläning. 
Våren 1556 återvände drottningmodern Bona Sforza till Italien och hennes två ännu ogifta döttrar, Katarina och Anna, flyttade till Vilnius. De tre kvinnorna verkar ha kommit varandra närmare. Sommaren 1558 återvände kungafamiljen till Polen. Samma år, i oktober, blev drottningen svårt sjuk. Orsaken till sjukdomen var okänd och polska läkare konsulterades inte, på hennes order. När österrikiska läkare utsända av hennes far anlände, fann de att hon led av feber och frossa. Först på våren 1559 tillfrisknade hon, men hennes konvalescens stördes av pestens utbrott sommaren samma år. Katarina återvände till Vilnius i början av 1560 och blev sjuk igen. Sigismund II Augustus var övertygad om att det var epilepsi, samma sjukdom som plågade hans första fru, Elisabeth. Av denna anledning blev kungaparets äktenskap ännu mer ansträngt. 

### Skilsmässa
I oktober 1562 närvarade hon vid Katarina Jagellonikas bröllop. Drottningen bodde i Vilnius och Hrodna tills hon flyttade till Radom 1563, och paret levde separerade. 
Vid den tiden började kung Sigismund II Augustus förberedelser för att få sitt tredje äktenskap annullerat, då han inte trodde att det skulle resultera i några barn. I januari 1565 anförtrodde kungen den påvliga nuntien Giovanni Francesco Commendone att hans tredje äktenskap med Katarina var syndigt och mot gudomlig lag eftersom hon var syster till hans första hustru. Andra orsaker till det misslyckade äktenskapet var hennes motvilja mot Polen, och vad som beskrevs som hennes avsiktliga missfall 1554. Påven Pius IV samtyckte inte till upphävandet av äktenskapet. 
År 1564 skickade kejsar Maximilian II två sändebud till Polen - Andreas Dudith och Wilhelm von Kurzbach - för att antingen försona Sigismund II Augustus med Katarina, eller för att övertyga kungen om att låta hans syster lämna Polen. Till en början gick kungen inte med på att hans fru lämnade kronan av kungariket Polen och återvände till sitt hemland på grund av rädsla för ett ökat antipolskt inflytande vid det kejserliga hovet i Wien. Men med tiden gick han med på det, med tanken att hennes avgång skulle underlätta och påskynda processen att få äktenskapet ogiltigförklarat. 

### Senare liv
I slutet av 1565 reste Katarina till Wieluń och gjorde sig redo att lämna Polen. Men den polska adeln, som fruktade att chanserna att förlänga dynastin skulle begravas, ingrep och hindrade drottningen från att lämna. Förhandlingarna pågick nästan ett helt år. Slutligen lämnade  Katarina Polen den 8 oktober 1566. 
Först kom hon till Wien, där dock det kejserliga hovet tog emot henne kyligt och anklagade henne för att hennes äktenskap med Sigismund misslyckades. Efter ett år lämnade hon Wien och åkte till Linz, där hon tillbringade de sista fem åren av sitt liv. Sigismund betalade henne 28 tusen gulden om året för underhåll av en liten herrgård.  Katarina korresponderade med sin man och testamenterade honom alla juveler hon fick av honom. Det mesta av hennes övriga egendom skänktes till välgörenhet. Vid den tiden försökte Sigismund fortfarande utan framgång att annullera sitt äktenskap. När Katarina dog den 28 februari 1572 började kungen snabbt försöka gifta sig igen, men själv dog han några månader senare.